# Fundación Biodiversidad
La Fundación Biodiversidad es una organización del sector público institucional español, constituida por la Administración General del Estado y adscrita al Ministerio para la Transición Ecológica y Reto Demográfico del Gobierno de España. En 2024, fue reconocida por el Instituto Europeo de la Igualdad de Género como una entidad ejemplar en buenas prácticas sobre la integración de la perspectiva de género en el marco del Pacto Verde Europeo.  

## Historia
Se constituyó el 22 de diciembre de 1998 bajo la denominación "Fundación Centro de Estudio y Conservación de la Biodiversidad" como una fundación pública del Gobierno de España, adscrita al Ministerio de Medio Ambiente y Medio Rural y Marino de la época con el objetivo de preservar el patrimonio natural y la biodiversidad.
Entre 1999 y 2010, junto con el Real Jardín Botánico de Madrid, del Consejo Superior de Investigaciones Científicas (CSIC), y en el marco del Proyecto Flora Ibérica, la Fundación Biodiversidad impulsó el programa Anthos, un sistema de información sobre las plantas de España que ha desarrollado una base de datos de acceso público y gratuito con 1,8 millones de registros información taxonómica, mapas de distribución, nombres vernáculos, números cromosomáticos, sinonimias, estatus de conservación, ilustraciones y fotografías de las plantas.
En 2007, la Fundación Biodiversidad creó la Plataforma de Custodia del Territorio con el objetivo de impulsar iniciativas de conservación mediante acuerdos voluntarios entre propietarios de terrenos y entidades conservacionistas, fomentando la custodia del territorio. La plataforma también actúa como punto de encuentro para las redes y organizaciones que desarrollan este tipo de actuaciones en España.

## Estructura y organización
La Fundación Biodiversidad, se estructura a través de un patronato, que constituye el órgano de gobierno, representación y administración. La presidencia es ejercida por la persona que ostenta la titularidad del Ministerio de adscripción. En 2024, este cargo fue asumido por la Vicepresidenta Tercera del Gobierno y Ministra para la Transición Ecológica y el Reto Demográfico, la ingeniera Sara Aagesen.

## Actividad
La Fundación Biodiversidad ha ejercido su actividad en el marco de la protección de los ecosistemas terrestres, las especies que los habitan y sus estructuras genéticas, la investigación y preservación de espacios marinos y su costa, y acciones frente al cambio climático, como la reducción de la huella de carbono y el impulso de hábitos de consumo responsables.
El objetivo de la organización se ha centrado en la conservación y restauración de ecosistemas, el uso responsable de los recursos naturales y la lucha contra la pérdida de biodiversidad en entornos naturales, rurales y urbanos. La fundación ha gestionado fondos nacionales y europeos en materia de medio ambiente, transición ecológica y reto demográfico, entre los cuales se encuentran los fondos del Plan de Recuperación, Transformación y Resiliencia (PRTR), Fondo Social Europeo (FSE+), Fondo Marítimo de Pesca y Acuicultura (FEMPA), Fondo Europeo de Desarrollo Regional (FEDER) y Programa LIFE.

## Reconocimientos
En 2016, la Fundación Biodiversidad fue premiada por la Unión Nacional de Asociaciones de Caza (UNAC) en el marco de la Feria de la Caza, Pesca y Naturaleza Ibérica, celebrada en Badajoz, por su labor en materia de custodia del territorio. Ese mismo año, la institución fue reconocida con el premio anual del Colegio Oficial de Biólogos de la Región de Murcia.
En su vigésimo aniversario, celebrado en 2018, la Fundación Biodiversidad fue premiada con la Medalla de Oro de Cruz Roja Española, entregada por la reina Letizia Ortiz, en el acto celebrado en Santiago de Compostela bajo el lema "Comprometidos con el medio ambiente y con las personas".
En 2024, fue reconocida por el Instituto Europeo de la Igualdad de Género (EIGE por sus siglas en inglés, European Institute for Gender Equality), siendo seleccionada como ejemplo de buena práctica sobre la integración de la perspectiva de género en el marco del Pacto Verde Europeo por sus labores de incorporación de la perspectiva de género de forma transversal en toda su actividad organizativa.